# Serguéi Babkov
Serguéi Anatólievich Babkov, en ruso Серге́й Анато́льевич Бабко́в (Novosibirsk, Rusia, 5 de junio de 1967-21 de agosto de 2023) fue un jugador de baloncesto profesional ruso que jugaba en la posición de escolta. 

## Carrera deportiva
Formado en el equipo de su ciudad natal, fue el máximo anotador en la liga alemana, lo que le lleva a fichar por el Unicaja de Málaga. En este equipo dejó una gran huella durante cinco años, gracias a su talento, en especial su mortífero tiro. En su primera temporada en Málaga, forma parte de un equipo histórico que contra todo pronóstico se mete en la final de la liga ACB contra el FC Barcelona. Su equipo perdió dicha final por 3 a 2, pero tuvo muy cerca el título con el famoso NO triple de Mike Ansley en los últimos compases del cuarto partido. En la temporada 1999-2000 juega en el Joventut Badalona, aunque las lesiones no le dejan rendir en plenitud de sus condiciones. La temporada siguiente ficha por el equipo de su ciudad, Lokomotiv Novosibirsk, donde se retira.

## Clubes
- Liga de la URSS. Dinamo Novosibirsk.
- Liga de Rusia. Lokomotiv.
- 1992-94 Liga de Alemania. TBB Trier.
- 1994-99 ACB. Unicaja de Málaga.
- 1999-00 ACB. Joventut Badalona.
- 2000-01 Liga de Rusia. Lokomotiv Novosibirsk.

## Fallecimiento
Babkov falleció repentinamente el 21 de agosto de 2023, a la edad de 56 años.